# Xã Eagle, Quận Kingman, Kansas
Xã Eagle (tiếng Anh: Eagle Township) là một xã thuộc quận Kingman, tiểu bang Kansas, Hoa Kỳ. Năm 2010, dân số của xã này là 125 người.